# 成都工具研究所
成都工具研究所有限公司（英語：Chengdu Tool Research Institute Co.,Ltd，abbr. ），简称工研所，中国机械工业集团有限公司下属机构，于1956年作为原中国国家机械工业部直属的机械工业唯一的综合性工具科研开发机构——成都工具研究所成立。主要业务精密切削刀具、精密测量仪器和表面改性技术等领域的共性技术研究及高新技术产品的开发和生产。

## 历史
1956年 - 于北京成立
1964年 -《国外精密工具》及《工具消息》创刊
1969年 -《国外精密工具》更名为《工具技术》
1965年 - 迁至成都
1977年 - 发明“齿轮整体误差测量新技术”
1988年 - 将“弧锥齿轮测量技术”转让给瑞士KLINGELNBERG公司
与联合国签署精密量仪开发项目
1999年 - 转制为科技型企业，经国务院批准移交中国机械工业集团有限公司

## 出版刊物
核心学术期刊《工具技术》
行业信息期刊《工具展望》

## 科研成果及奖项
一、国家发明奖项3项:
齿轮整体误差测量新技术
单晶金刚石钎焊工艺及焊料
无钴易磨高性能高速钢
二、国家科技进步奖8项:
量具刀具产品标准的制定和贯彻
中模数硬质合金齿轮滚刀
立方氮化硼聚晶机理及其应用
涂层硬质合金刀片成套技术及装备研究
QPQ盐浴复合处理技术及成套设备
机电一体化发展预测与综合分析（合作项目）
材料动态断裂性能研究及其在典型机械零部件上的应用（合作项目）
机械工业共性数据库（合作项目）
三、省部科技进步奖120余项